# Godło Tadżykistanu
Godło Tadżykistanu w obecnej formie zostało przyjęte 28 grudnia 1993 r.

## Opis
Godło Tadżykistanu zawiera w centralnym miejscu wyobrażenie stylizowanej korony i półokręgu z siedmiu gwiazd; całość na tle promieni słońca, wyłaniającego się zza pokrytych śniegiem gór. Wizerunek ten otoczony jest dwoma wieńcami. Prawy wieniec składa się z kłosów pszenicy, zaś lewy – z gałązek bawełny z otwartymi torebkami nasiennymi. Wieńce te przejęte są w niezmienionej formie z godła Tadżyckiej Socjalistycznej Republiki Radzieckiej.
Oba wieńce przepasane są trójkolorową wstęgą w barwach narodowych Tadżykistanu. Przed nimi, w dolnej części godła, znajduje się otwarta książka na podstawce.

## Symbolika
Symbolika godła Tadżykistanu nie jest oficjalnie podana. Jest ono interpretowane na dwa zasadniczo różne sposoby.

### Interpretacja W. Saprykowa
Umieszczenie korony jako centralnego elementu godła (i na fladze Tadżykistanu) nawiązuje do pierwotnego znaczenia słowa tadż – "korona". W szerokim rozumieniu nazwę narodu – Tadżycy można zatem rozumieć chałki todżdor – koronowany naród, naród władców. Korona zatem miałaby odgrywać rolę jednoczącego początku, bez którego nie ma i nie może być tadżyckiego państwa.
Trzy symbole na koronie oznaczają trzy regiony państwa: Chatłon, Zarawszon i Badachszon. Każdy z nich z osobna nie jest państwem i dopiero jako jedność stanowią Tadżykistan.
Siedem gwiazd w godle nawiązuje do liczby 7, uważanej za przynoszącą szczęście, zaś dodatkowo w tradycji tadżyckiej uważanej za symbol doskonałości.
Słońce, wychodzące zza gór symbolizuje nadejście życia, światła, kłosy pszenicy zaś – bogactwo kraju.

### Interpretacja M. Rewniwcewa
W tej interpretacji godła Tadżykistanu na czoło wysuwa się rola zoroastryzmu – religii, która znajdowała się u podstaw kształtowania narodowości tadżyckiej. Zdaniem tego uczonego, twórcy godła, przy jego projektowaniu inspirowali się symboliką nawiązującą do tej właśnie religii. W muzułmańskim społeczeństwie Tadżykistanu informacja o pogańskim rodowodzie symbolu kraju nie mogła być oficjalna, jednak interpretacja ta, jakkolwiek skomplikowana, nie jest nieprawdopodobna z uwagi na dużą znajomość religii i tradycji zaratusztriańskiej wśród tadżyckiej inteligencji, zarówno w czasach radzieckich, jak i obecnie.
Korona, zawarta w centralnym miejscu godła (i na fladze Tadżykistanu) zawiera w sobie trzy stylizowane wyobrażenia pochodni (lub lamp) – trzech świętych, niegasnących ogni, będących obiektem kultu religijnego w zaratusztriańskich świątyniach. Centralny element korony symbolizuje świętą górę Chara, mającą znajdować się w centrum świata. Dolna część korony, tworząca łagodny łuk oznacza most kary i nagrody, na którym w dzień sądu Zaratustra będzie oddzielał dusze prawych od dusz grzeszników.
Siedem złotych, pięcioramiennych gwiazd symbolizuje jedno z podstawowych pojęć zaratusztrianizmu – 7 dobrych duchów Amesza Spenta, otoczenia dobrego boga Ahura Mazdy. 
Położone na łuku gwiazdy wyobrażają farn — słoneczny blask lub boski ogień a zwłaszcza jego materialną emanację, w malowidłach zaratusztriańskich – odpowiadających aureoli w chrześcijańskich przedstawieniach świętych.
21 promieni słonecznych — 3 grupy po 7 także nawiązuje do starożytnych wierzeń ludów dzisiejszego Tadżykistanu. Oznaczają trzy emanacje Ahura Mazdy z 7 dobrymi duchami Amesza Spenta z tychże wierzeń. 
Trzy złote góry z zaśnieżonymi wierzchołkami symbolizują grzbiety Ałtaju, Gór Zaałtajskich i Pamiru.
Kłosy pszenicy symbolizują rolnictwo i życie osiadłe.

## Historyczne godła Tadżykistanu

### Pierwsze godło niepodległego Tadżykistanu
Pierwsze przyjęte przez Tadżykistan po uzyskaniu niepodległości godło zawierało w centralnym miejscu wizerunek złotego lwa na niebieskim tle. Lew, poprzez kolor oraz pozę w jakiej go przedstawiono prawdopodobnie nawiązywał do dawnego godła Iranu, z którym to państwem Tadżykistan jest powiązany historycznie, kulturowo i językowo. Postać lwa otoczona była stylizowanymi kłosami zboża, przepasanymi flagami państwowymi. Korona i 7 gwiazd, obecnie zajmujące centralne miejsce w godle, w opisywanej wersji umieszczone były ponad postacią lwa, u zbiegu kłosów. W godle z lat 1992–1994 znajdowały się także obecne w aktualnie używanym symbolu trzy złote góry z zaśnieżonymi wierzchołkami symbolizujące grzbiety Ałtaju, Gór Zaałtajskich i Pamiru. Góry te przedstawione były u dołu godła, pod lwem, a z ich szczytów wychodziły wiązki promieni.

godło Tadżykistanu w latach 1992–1994

### Godło Tadżykistanu w czasach ZSRR
W czasach Związku Radzieckiego godło 
Tadżyckiej Socjalistycznej Republiki Radzieckiej przypominało nieco godło dzisiejsze, posiadało bowiem identyczne wieńce otaczające symbol kraju. Znajdował się na nim także wizerunek wschodzącego słońca, jednak symbol ten, zawarty w godle ZSRR znajdował się w godłach wszystkich republik związkowych. Poza tym godło zawierało inne typowe elementy radzieckich godeł: sierp i młot, czerwoną gwiazdę i wezwanie do jedności proletariatu. Cała ta symbolika odwoływała się do ruchu robotniczego i rolnictwa.

Godło Tadżyckiej Autonomicznej Socjalistycznej Republiki Radzieckiej od 1924 do kwietnia 1929
Godło Tadżyckiej ASRR od kwietnia 1929 do 24 lutego 1931 roku
Godło Tadżyckiej ASRR od 24 lutego 1931 do 4 lipca 1935 roku
Godło Tadżyckiej Socjalistycznej Republiki Radzieckiej w latach 1936–1937
Godło Tadżyckiej SRR w latach 1937–1992